# Ian Ogilvy-Grant
Ian Charles Ogilvy-Grant est un noble écossais né le 7 octobre 1851 à Édimbourg et mort le 31 mars 1884. Il est le 8e comte de Seafield de 1881 à sa mort.

## Biographie
Ian Charles Ogilvy-Grant est le fils unique du 7e comte de Seafield John Ogilvy-Grant (en) et de son épouse Caroline Stuart. Durant sa minorité, il porte les titres de vicomte Reidhaven et maître de Grant. Il est scolarisé au collège d'Eton, puis entre dans le 1st Regiment of Life Guards avec le rang de cornette et sous-lieutenant en 1869. Promu lieutenant en 1871, il retourne à la vie civile en 1877.
À la mort de son père, le 18 février 1881, il lui succède comme comte de Seafield et chef du clan Grant. À la Chambre des lords, il vote avec les conservateurs.
Victime d'une maladie, il meurt à l'âge de 33 ans en 1884. Jamais marié, il ne laisse pas d'enfants pour lui succéder. Le titre de comte de Seafield passe à son oncle James Ogilvy-Grant (en). Il lègue ses domaines à sa mère, qui en assure la gestion jusqu'à sa propre mort en 1911.